# Jakovljevo
Jakovljevo (em cirílico: Јаковљево) é uma vila da Sérvia localizada no município de Vlasotince, pertencente ao distrito de Jablanica, na região de Vlasina. A sua população era de 336 habitantes segundo o censo de 2011.

## Demografia
| 1948 | 1953  | 1961  | 1971 | 1981 | 1991 | 2002 | 2011 |
| ---- | ----- | ----- | ---- | ---- | ---- | ---- | ---- |
| 990  | 1 043 | 1 030 | 985  | 781  | 625  | 461  | 336  |